# Fatty's New Role
Fatty's New Role er en amerikansk stumfilm fra 1915 af Fatty Arbuckle.

## Medvirkende
- Roscoe 'Fatty' Arbuckle som Hobo
- Mack Swain som Ambrose Schnitz
- Joe Bordeaux
- Glen Cavender
- Bobby Dunn